# Premio Giovanni Mauro
O Premio Giovanni Mauro é um prêmio dado, anualmente (desde a temporada 1935-36), ao melhor árbitro do Campeonato Italiano de Futebol.

## Lista de vencedores
| Ano     | Árbitro                                       | Cidade de Origem   |
| ------- | --------------------------------------------- | ------------------ |
| 1935-36 | Francesco Mattea                              | Turin              |
| 1936-37 | Rinaldo Barlassina                            | Milan              |
| 1937-38 | Raffaele Scorzoni                             | Bologne            |
| 1938-39 | Giuseppe Scarpi                               | Mira-Dolo          |
| 1939-40 | Generoso Dattilo                              | Rome               |
| 1940-41 | Mario Ciamberlini                             | Gênes              |
| 1941-42 | Giovanni Galeati                              | Bologne            |
| 1942-43 | Giuseppe Zelocchi                             | Modène             |
| 1943-44 | Giacomo Bertolio                              | Turin              |
| 1944-45 | Não houve por causa da Segunda Guerra Mundial |                    |
| 1945-46 | Ermanno Silvano                               | Turin              |
| 1946-47 | Agostino Gamba                                | Naples             |
| 1947-48 | Giorgio Bernardi                              | Bologne            |
| 1948-49 | Ferruccio Bellè                               | Venise             |
| 1949-50 | Giuseppe Carpani                              | Milan              |
| 1950-51 | Vincenzo Orlandini                            | Rome               |
| 1951-52 | Luigi Gemini                                  | Rome               |
| 1952-53 | Guido Agnolin                                 | Bassano del Grappa |
| 1953-54 | Renzo Massai                                  | Pise               |
| 1954-55 | Riccardo Pieri                                | Trieste            |
| 1955-56 | Francesco Liverani                            | Turin              |
| 1956-57 | Tommaso Corallo                               | Lecce              |
| 1957-58 | Gennaro Marchese                              | Naples             |
| 1958-59 | Cesare Jonni                                  | Macerata           |
| 1959-60 | Giulio Campanati                              | Milan              |
| 1960-61 | Pietro Bonetto                                | Turin              |
| 1961-62 | Giuseppe Adami                                | Rome               |
| 1962-63 | Concetto Lo Bello                             | Syracuse           |
| 1963-64 | Raoul Righi                                   | Milan              |
| 1964-65 | Bruno De Marchi                               | Pordenone          |
| 1965-66 | Antonio Sbardella                             | Rome               |
| 1966-67 | Alessandro D'Agostini                         | Rome               |
| 1967-68 | Francesco Francescon                          | Padoue             |
| 1968-69 | Fabio Monti                                   | Ancône             |
| 1969-70 | Aurelio Angonese                              | Mestre             |
| 1970-71 | Fulvio Pieroni                                | Rome               |
| 1971-72 | Sergio Gonella                                | Turin              |
| 1972-73 | Paolo Toselli                                 | Cormons            |
| 1973-74 | Alberto Michelotti                            | Parme              |
| 1974-75 | Riccardo Lattanzi                             | Rome               |
| 1975-76 | Gianfranco Menegali                           | Rome               |
| 1976-77 | Paolo Casarin                                 | Milan              |
| 1977-78 | Cesare Gussoni                                | Tradate            |
| 1978-79 | Enzo Barbaresco                               | Cormons            |
| 1979-80 | Luigi Agnolin                                 | Bassano del Grappa |
| 1980-81 | Paolo Bergamo                                 | Livourne           |
| 1981-82 | Pietro D'Elia                                 | Salerno            |
| 1982-83 | Claudio Pieri                                 | Gênes              |
| 1983-84 | Massimo Ciulli                                | Rome               |
| 1984-85 | Maurizio Mattei                               | Macerata           |
| 1985-86 | Rosario Lo Bello                              | Syracuse           |
| 1986-87 | Carlo Longhi                                  | Rome               |
| 1987-88 | Tullio Lanese                                 | Messine            |
| 1988-89 | Pierluigi Pairetto                            | Turin              |
| 1989-90 | Fabio Baldas                                  | Trieste            |
| 1990-91 | Sergio Coppetelli                             | Tivoli             |
| 1991-92 | Carlo Sguizzato                               | Vérone             |
| 1992-93 | Angelo Amendolia                              | Messine            |
| 1993-94 | Gianni Beschin                                | Legnano            |
| 1994-95 | Piero Ceccarini                               | Livourne           |
| 1995-96 | Robert Anthony Boggi                          | Salerno            |
| 1996-97 | Alfredo Trentalange                           | Turin              |
| 1997-98 | Stefano Braschi                               | Prato              |
| 1998-99 | Pierluigi Collina                             | Viareggio          |
| 1999-00 | Graziano Cesari                               | Gênes              |
| 2000-01 | Domenico Messina                              | Cava de' Tirreni   |
| 2001-02 | Fiorenzo Treossi                              | Forlì              |
| 2002-03 | Massimo De Santis                             | Rome               |
| 2003-04 | Não houve                                     |                    |
| 2004-05 | Não houve                                     |                    |
| 2005-06 | Não houve                                     |                    |
| 2006-07 | Nicola Rizzoli                                | Bolonha            |
| 2007-08 | Emidio Morganti                               | Ascoli Piceno      |
| 2008-09 | Gianluca Rocchi                               | Florence           |
| 2009-10 | Paolo Tagliavento                             | Terni              |
| 2010-11 | Paolo Valeri                                  | Rome               |
| 2011-12 | Daniele Orsato                                | Schio              |
| 2012-13 | Paolo Silvio Mazzoleni                        | Bérgamo            |